# Emiliano Zapata, Sayula de Alemán
Emiliano Zapata är en ort i Mexiko.   Den ligger i kommunen Sayula de Alemán och delstaten Veracruz, i den sydöstra delen av landet, 500 km öster om huvudstaden Mexico City. Emiliano Zapata ligger 56 meter över havet och antalet invånare är 140.
Terrängen runt Emiliano Zapata är platt. Runt Emiliano Zapata är det glesbefolkat, med 10 invånare per kvadratkilometer. Närmaste större samhälle är El Progreso Mixe, 11,4 km nordost om Emiliano Zapata. Omgivningarna runt Emiliano Zapata är en mosaik av jordbruksmark och naturlig växtlighet.